# Wildwiesen
Der Wildwiesen ist ein 1254 m ü. A. hoher Berg im Joglland in der Steiermark. Der Gipfel befindet sich im Grenzgebiet der drei Gemeinden Miesenbach bei Birkfeld, Strallegg und Wenigzell.
Auf dem Berg befindet sich die 35 Meter hohe Wildwiesenwarte, ein 1992 errichteter stählerner Aussichtsturm mit zwei Plattformen in 22 und 31 Meter Höhe, die über insgesamt 147 Treppenstufen erreichbar sind. Von der oberen Plattform bietet sich ein optimaler Rundblick über die gesamte Region. Unterhalb des Gipfels liegt die in den Sommermonaten bewirtschaftete Schutzhütte Wildwiesenhütte und eine 1851 errichtete Bergkapelle.

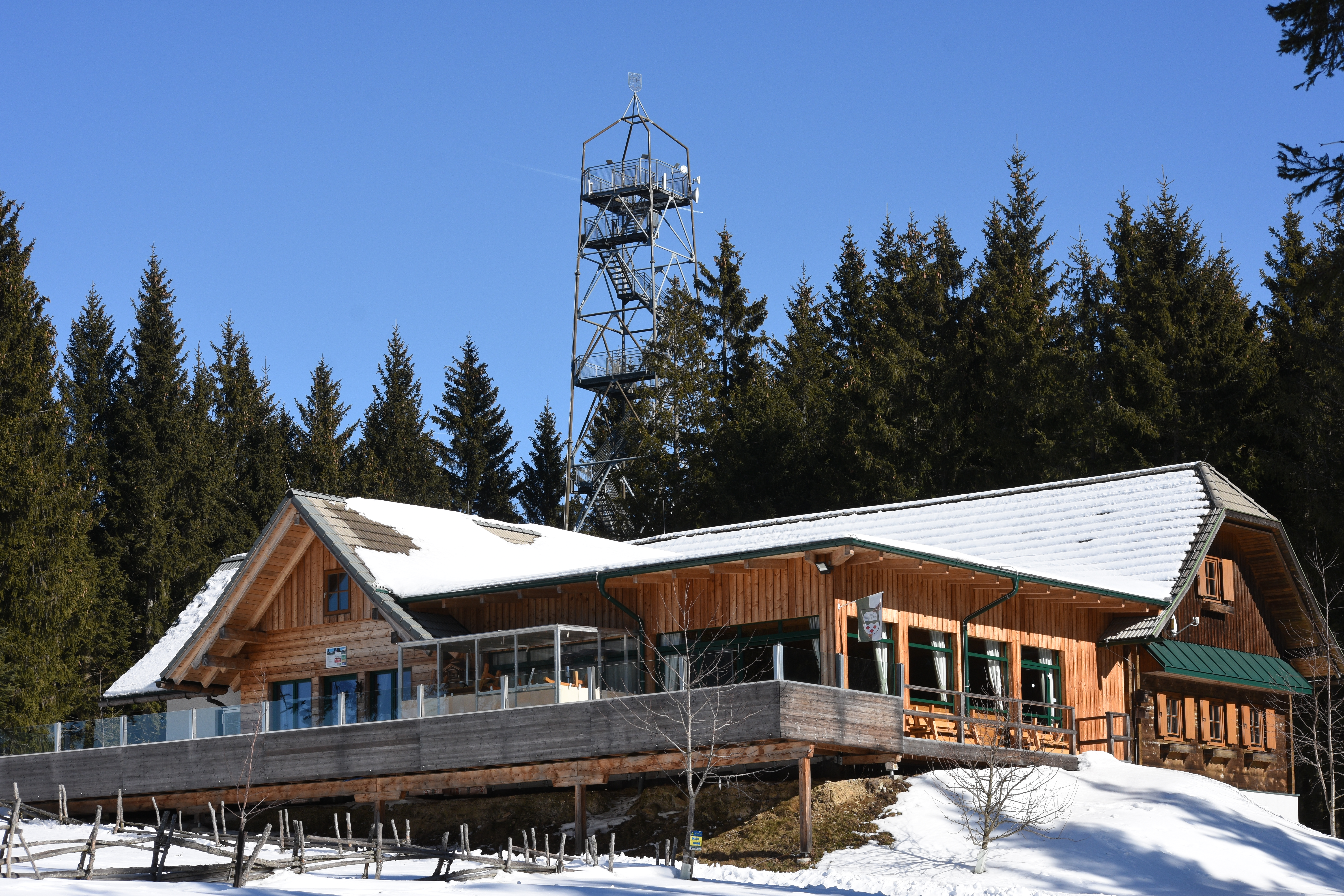
Wildwiesenhütte
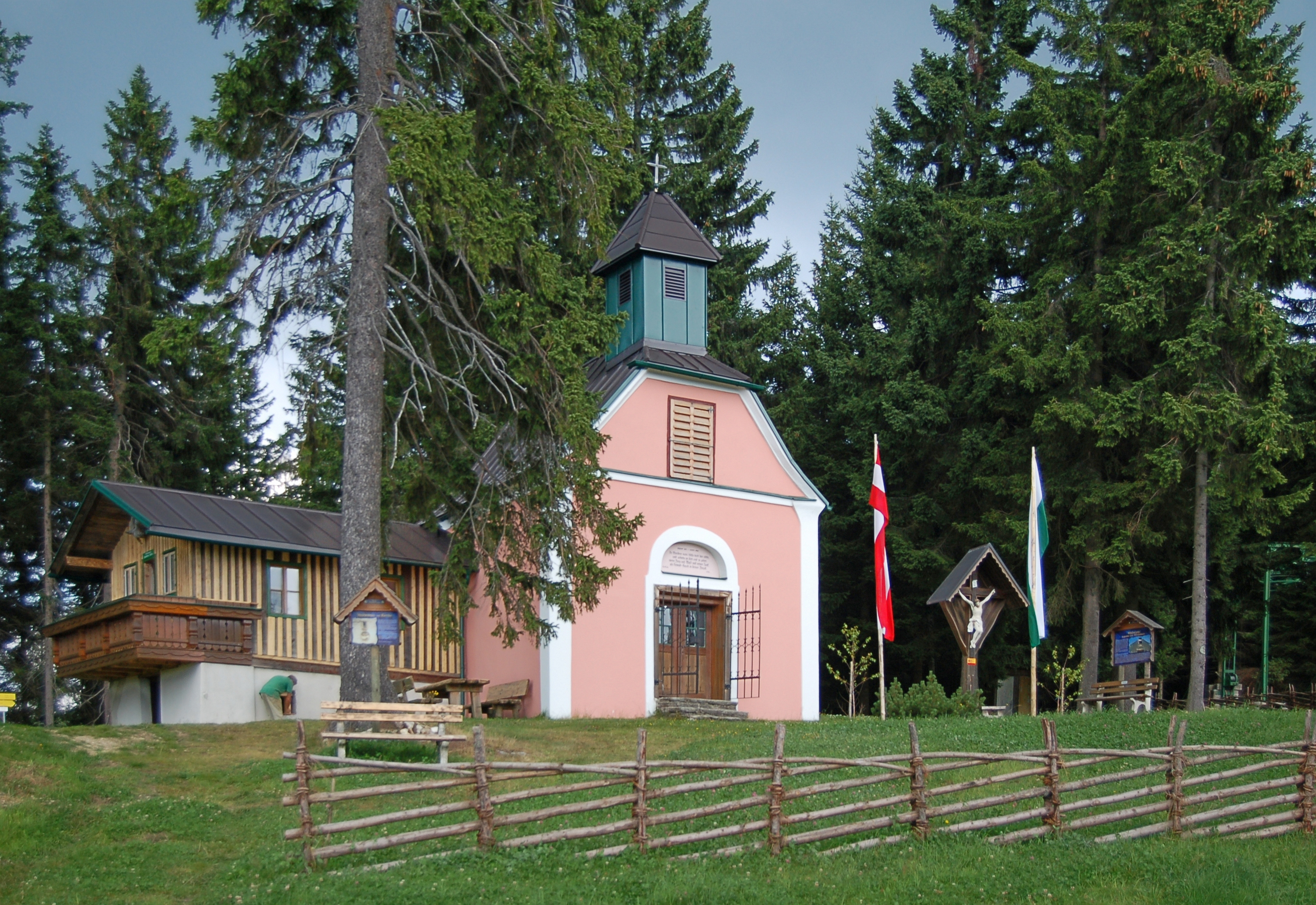
Kapelle neben der Hütte
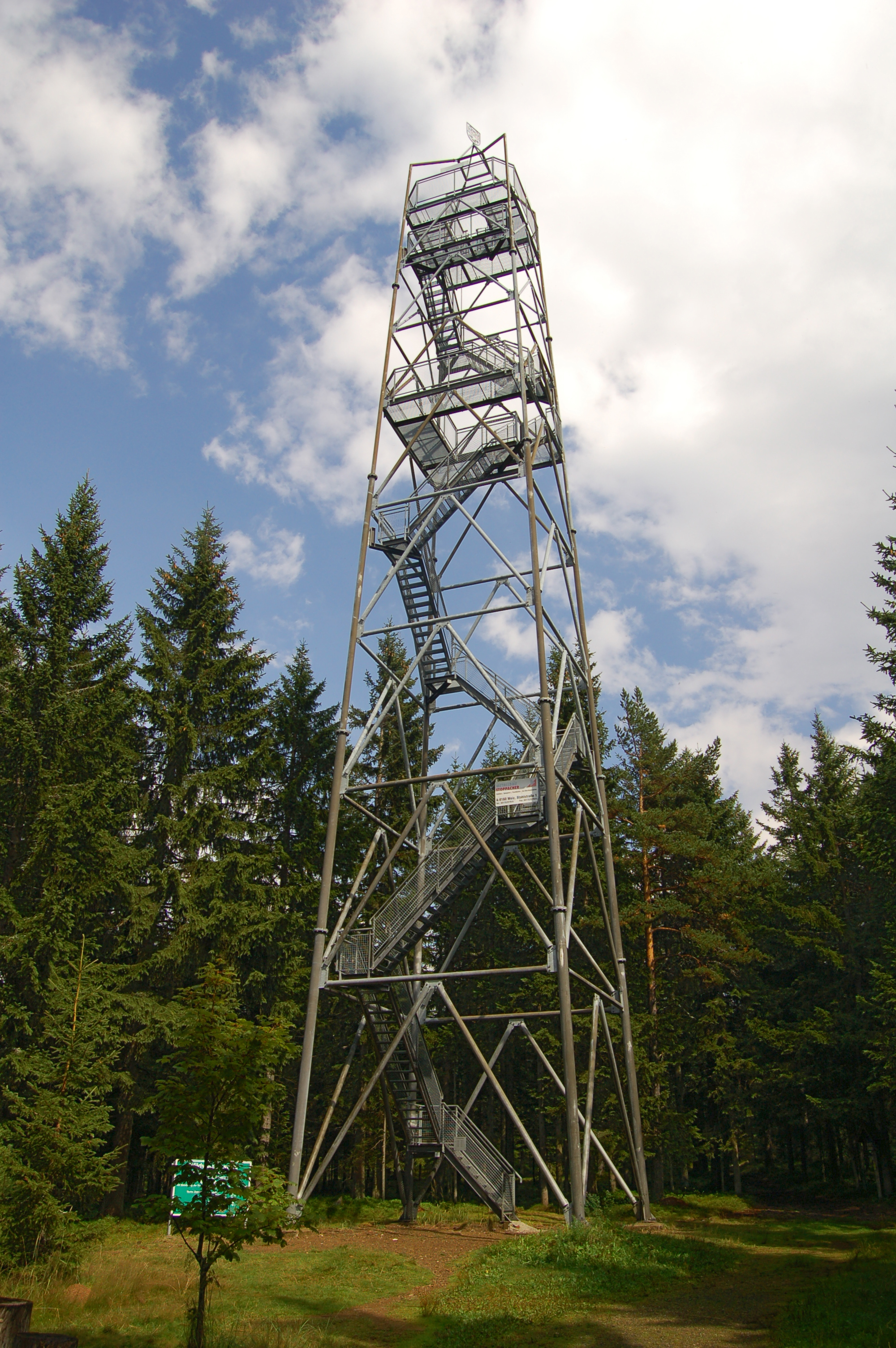
Wildwiesenwarte